# شنقيتل
شنقيتل هي شركة اتصالات في موريتانيا، وهي مملوكة لمجموعة سوداتل للاتصالات.
تأسست سنة 2006، وقد عملت منذ إنشاءها على تغطية المحاور الطرقية الوطنية في موريتانيا بخدمات الاتصال التابعة للشركة، وانتشار تغطية الولوج إلى الإنترنت، مع دفع دينامكية سوق الاتصالات عبر توفير الخدمات بأنواع من التكنولوجيا المختلفة.
في سنة 2021، أطلقت شنقيتل تقنية الجيل الرابع 4G في موريتانيا.